# Komunikacja międzykulturowa
Komunikacja międzykulturowa (ang. intercultural communication) – wszelkie oddziaływania między różnymi kulturami mające na celu nawiązanie kontaktów pomiędzy nimi i wzajemne poznanie. Brak tych kontaktów może prowadzić do nieznajomości innych kultur (szok kulturowy) i nieporozumień pomiędzy nimi (konflikt kultur). Komunikacja międzykulturowa to także badanie sytuacji, gdy pomiędzy ludźmi z różnych kręgów kulturowych zachodzi interakcja.
Komunikacja międzykulturowa odgrywa istotną rolę w takich dziedzinach jak: antropologia, kulturoznawstwo, językoznawstwo, psychologia oraz badania komunikacji. Komunikowanie się kultur można podzielić ze względu na kontekst kulturowy, który to dzieli się na: kultura niskokontekstowa i kultura wysokokontekstowa.